# Les Ferres
Les Ferres (Occitaans: Sei Ferres; Italiaans (verouderd): Ferre) is een gemeente in het Franse departement Alpes-Maritimes (regio Provence-Alpes-Côte d'Azur) en telt 94 inwoners (2009). De plaats maakt deel uit van het arrondissement Grasse.

## Geografie
De oppervlakte van Les Ferres bedraagt 12,0 km², de bevolkingsdichtheid is dus 7,8 inwoners per km².
De onderstaande kaart toont de ligging van Les Ferres met de belangrijkste infrastructuur en aangrenzende gemeenten.

## Demografie
Onderstaande figuur toont het verloop van het inwonertal (bron: INSEE-tellingen).
Vanwege een beveiligingsprobleem met de MediaWiki Graph-software is het momenteel niet mogelijk deze grafiek weer te geven. Zodra de software is bijgewerkt zal de grafiek vanzelf weer zichtbaar worden.